# Voor wie de klok luidt
Voor wie de klok luidt (oorspronkelijke titel For Whom the Bell Tolls) is een roman uit 1940 geschreven door Ernest Hemingway. 

## Inhoud
Het boek vertelt het verhaal van Robert Jordan, een jonge Amerikaanse explosievenexpert die als lid van de Internationale Brigades wordt toegevoegd aan een antifascistische guerrilla-eenheid in de bergen tijdens de Spaanse Burgeroorlog. Samen moeten zij een brug opblazen om een aanval op Segovia te doen slagen. Jordan wordt tijdens de missie verliefd op Maria, een meisje dat haar ouders heeft verloren door de oorlog.
Belangrijke thema’s in het boek zijn de verschrikkingen van de moderne oorlogsvoering, eer, dood en zelfmoord. De missie kan het best worden omschreven als een zelfmoordactie. De leden van de guerrillagroep worden geconfronteerd met anonieme vijanden in vliegtuigen en tanks. 
Het boek bevat autobiografische gedeeltes: in 1937 en 1938 reisde Hemingway vier keer naar Spanje om als correspondent voor de North American Newspaper Alliance (NANA) de burgeroorlog te verslaan. De hoofdpersoon baseerde hij waarschijnlijk op Robert Hale Merriman, een Amerikaan die in 1938 in Spanje was gesneuveld. Merriman was een kennis van Hemingway. Net als Merriman is zijn romanheld Robert Jordan een collegeleraar in de Verenigde Staten en een vrijwilliger die vecht aan de zijde van de loyalisten; en net als Merriman verdwijnt hij aan het eind van de oorlog achter vijandelijke linies. Hemingway brengt ook een deel van zijn eigen familiegeschiedenis in het verhaal en in het hoofdpersonage, wanneer Jordan aan het einde van het boek terugdenkt aan de zelfmoord van zijn vader.

## Verfilming

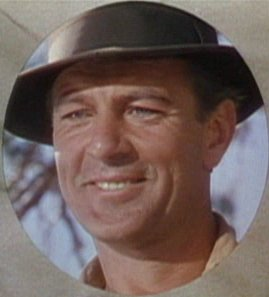
Gary Cooper in de verfilming

Hemingway schreef het boek in 1939 in Cuba en Key West in Florida. Het kwam in 1940 uit. In 1943, toen de VS betrokken waren in de Tweede Wereldoorlog, werd het verfilmd door Sam Wood met Gary Cooper als Robert Jordan en Ingrid Bergman als Maria.
In 1965 produceerde de BBC nog een bewerking, als een vierdelige miniserie.

## Waardering
Voor wie de klok luidt wordt algemeen beschouwd als behorend tot de wereldliteratuur en werd in 1999 opgenomen in Le Mondes-verkiezing van de 100 beste boeken van de eeuw.

## Nederlandse vertaling
Voor wie de klok luidt. Vertaler: J.N.C. van Dietsch (pseudoniem van Arie Nicolaas Jan den Hollander). Uitgeverij Agathon, 1977. ISBN 90-269-5759-9.